# C21 Diskografi
Den danske musik duo C21 har udgivet 4 studiealbum, 16 singler, 8 musikvideoer. C21 har haft 5 top 10 singler.
C21 udgav i 2002 deres debutsingle "Stuck In My Heart", som gav gruppen sit gennembrud i Sydøstasien, (og specielt i Thailand). I 2003 C21 udgav de deres selvbetitlede debutalbum C21 som blev en stor succes i både Danmark og i Asien. De fik deres internationale gennembrud med sange som "Stuck In My Heart", "All That I Want" og "She Cries".
Gruppen gik på pause i 2006, og blev gendannet i 2022.
De udgav deres comeback single "Tricks" i 2023 og albummet STAY POP pt. 1 i 2024 der er deres første album i mere end 20 år.
C21 udgav deres fjerde studiealbum, STAY POP pt. 2, den 28. marts 2025. Albummet opnåede en placering som nr. 73, på iTunes Top 100 DK og indeholder singlerne “Wrap Your Arms Around Me”, “Live a Lie”, “Never Gone” og “Rocky”.

## Studiealbums
| Titel                                                    | Detaljer                                                                                 | Hitliste placeringer |
| Titel                                                    | Detaljer                                                                                 | DEN                  |
| -------------------------------------------------------- | ---------------------------------------------------------------------------------------- | -------------------- |
| C21                                                      | - Udgivelsesdato: 22 Maj 2003 - Pladeselskab: EMI Denmark - Formater: CD, Stream         | 9                    |
| Listen                                                   | - Udgivelsesdato: 24 Maj 2004 - Pladeselskab: Capitol/EMI Denmark - Formater: CD, Stream | 22                   |
| STAY POP pt. 1                                           | - Udgivelsesdato: 19 April 2024 - Pladeselskab: STAY POP Music - Formater: Stream        | —                    |
| STAY POP pt. 2                                           | - Udgivelsesdato: 28 Marts 2025 - Pladeselskab: STAY POP Music - Formater: Streaming     | —                    |
| "—" markerer en udgivelse der ikke opnåede en placering. |                                                                                          |                      |

## Singler
| Titel                                                    | År   | Højeste hitlisteplacering | Album            |
| Titel                                                    | År   | DK                        | Album            |
| -------------------------------------------------------- | ---- | ------------------------- | ---------------- |
| "Stuck In My Heart"                                      | 2002 | 9                         | C21              |
| "You Are the One"                                        | 2003 | 3                         | C21              |
| "She Cries"                                              | 2003 | 7                         | C21              |
| "One Night in Bangkok"                                   | 2003 | 11                        | C21              |
| "All That I Want"                                        | 2004 | 6                         | Listen           |
| "Tell Me Why It Ain't Easy"                              | 2004 | 16                        | Listen           |
| "The Sprit of Christmas"                                 | 2005 | 9                         | Non album single |
| ''Tricks''                                               | 2023 | —                         | STAY POP pt. 1   |
| ''Here's To Life''                                       | 2023 | —                         | STAY POP pt. 1   |
| ''One of Us Is Lonely''                                  | 2024 | —                         | STAY POP pt. 1   |
| ''Family''                                               | 2024 | —                         | STAY POP pt. 1   |
| ''Quit The Show''                                        | 2024 | —                         | STAY POP pt. 1   |
| ''Wrap Your Arms Around Me''                             | 2025 | —                         | STAY POP pt. 2   |
| ''Live a Lie''                                           | 2025 | —                         | STAY POP pt. 2   |
| ''Never Gone''                                           | 2025 | —                         | STAY POP pt. 2   |
| ''Rocky''                                                | 2025 | —                         | STAY POP pt. 2   |
| "—" markerer en udgivelse der ikke opnåede en placering. |      |                           |                  |

## Musikvideoer
- "Stuck In My Heart" (2002)
- "You Are The One" (2003)
- "She Cries" (2003)
- "One Night In Bangkok” (2003)
- "All That I Want" (2004)
- "Tell Me Why It Ain’t Easy" (2004)
- "Tricks" (2023)
- "One of Us Is Lonely" (2024)